# Tomocichla tuba
Tomocichla tuba es una especie de peces de la familia Cichlidae en el orden de los Perciformes.

## Morfología
Los machos pueden llegar alcanzar los 30 cm de longitud total.

## Alimentación
Come plantas acuáticas (incluyendo algas) y frutos, aunque los ejemplares inmaduros prefieren los insectos acuáticos.

## Hábitat
Es una especie de clima tropical que vive entre 23 °C-33 °C de temperatura.

## Distribución geográfica
Se encuentra en la vertiente atlántica de Centroamérica: desde el río Escondido (Nicaragua) hasta el río Cricamola (Panamá).